# Böttcher AG
Die Böttcher AG (ehemals Büromarkt Böttcher AG) ist ein deutscher Groß- und Versandhändler für Bürobedarf, Bürotechnik, Büromöbel, Werkzeug, Gartengeräte, Arbeitsschutz, Drogerie- und Haushaltsartikel sowie Spielwaren mit Sitz in Jena, Thüringen.

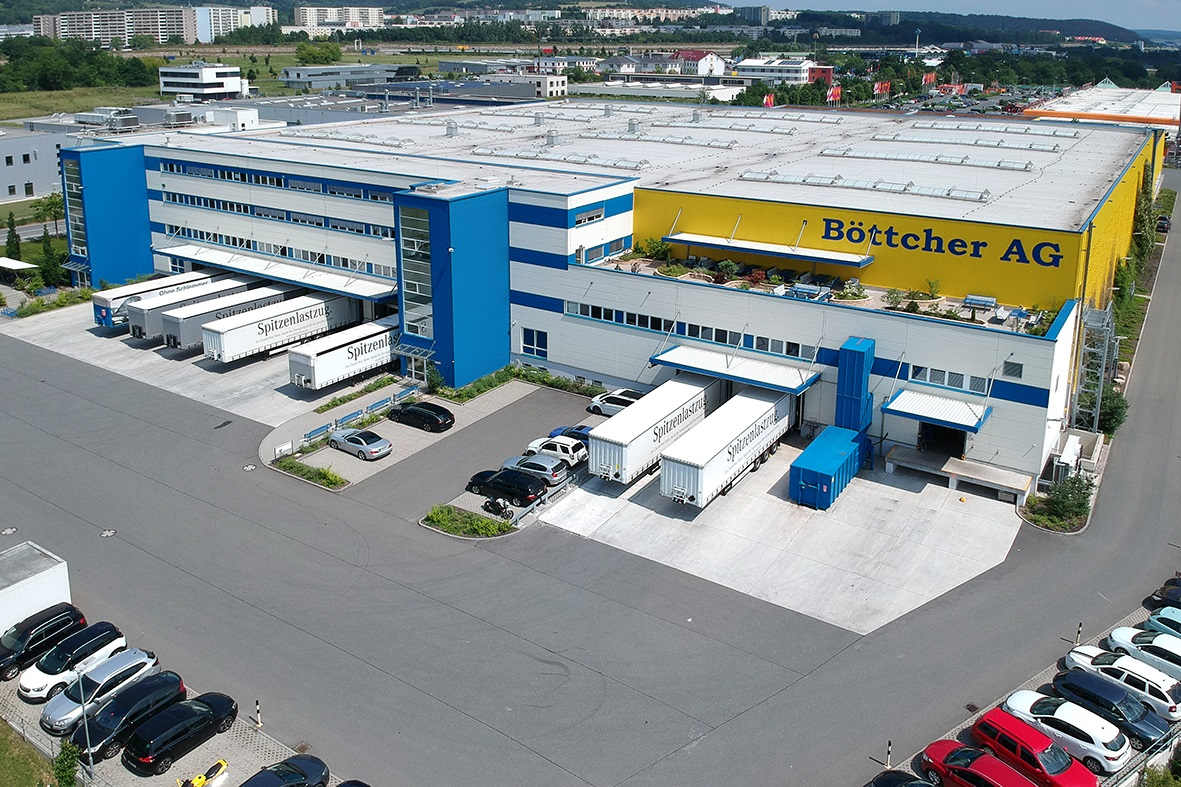
Böttcher-Liegenschaft in Jena-Neulobeda

## Unternehmen
Die Böttcher AG vertreibt Büromaterial, Bürotechnik und Büromöbel über ihren Online-Shop. Neben dem klassischen Bürobedarf bietet das Unternehmen mittlerweile zusätzliche Artikel in Bereichen wie Werkzeug, Gartengeräte, Arbeitsschutz, Küche, Drogerie- & Haushaltsartikel sowie Spielwaren an. Das Produktsortiment umfasst über 200.000 Artikel und der Kundenstamm zählte 2024 mehr als 9 Millionen Kunden. Das Unternehmen erwirtschaftete im Jahr 2024 einen Umsatz von rund 900 Millionen Euro. Stand September 2024 hielt der Gründer und Vorstand Udo Böttcher 100 % der Aktien der Böttcher AG.
Das Unternehmen beschäftigt über 700 Menschen  aus der Metropolregion Mitteldeutschland. Dabei zeichnet sich die Böttcher AG durch eine Vielzahl an Benefits für ihre Mitarbeitenden aus, wie eine überdurchschnittliche Vergütung inklusive Gewinnbeteiligung, Mitarbeiterveranstaltungen, Massagen, ein Unternehmensbistro und Cafeteria sowie ein betriebseigenes Fitnessstudio. Mitarbeiter mit 25 Jahren Betriebszugehörigkeit erhalten einen Bonus von 25.000 Euro.

## Soziales Engagement
Die Böttcher AG setzt auf soziale Verantwortung und engagiert sich für karitative Initiativen, Vereine und Projekte. Die Elterninitiative für krebskranke Kinder Jena e.V. erhielt für ihre Arbeit in den vergangenen Jahren rund 80.000 Euro von der Böttcher AG. 2023 beteiligte sich die Böttcher AG an den Baukosten für einen Kindergarten in Zöllnitz.

## Geschichte
Der ehemalige Turner Udo Böttcher begann seine Geschäftstätigkeit 1991 mit einem Kopierer und einem Computer in der eigenen Wohnung. 1991 eröffnete er einen Copyshop mit Verkauf von Bürobedarf in Jena. Über das direkte Anschreiben von Unternehmen und Direktmarketing gelang ab 1994 der unternehmerische Durchbruch. 1995 wurde schließlich der heutige Großhandel für Bürobedarf gegründet, der innerorts in ein 300 m² großes Geschäftsgebäude zog. Drei Jahre später erfolgte der Neubau und Umzug in eine 1300 m² große Logistikhalle mit 17 Mitarbeitern. 2001 wechselte das Unternehmen die Rechtsform und wurde zur Büromarkt Böttcher AG.
Im Jahr 2006 wurde eine neu gebaute, 6000 m² umfassende Logistikhalle bezogen. 2012 begann die Erweiterung der bestehenden Betriebsgebäude im Gewerbegebiet JenA4 in Neulobeda, die im Dezember 2013 abgeschlossen wurde. Im September 2014 wurde die neue Logistikanlage in Betrieb genommen. Zwischen 2019 und 2022 entstand in Zöllnitz bei Jena für über 100 Millionen Euro ein weiterer Logistik- und Bürokomplex mit einer Gesamtfläche von 90.000 m². Anfang 2025 startete der Ausbau der Logistik mit einer Erweiterung des Hochregallagers und einer Verdopplung der Kommissionierfläche. Die geplante Investitionssumme beläuft sich dabei auf rund 60 Millionen Euro.

## Kritik
2024 teilte das Unternehmen ein Umfrageergebnis unter den Mitarbeitenden auf sozialen Medien, wonach diese zu über 34 % die in Thüringen als gesichert rechtsextremistisch eingestufte AfD wählen würden. Nach kritischer Reaktion löschte das Unternehmen den Beitrag.
Der Spiegel bescheinigt dem Vorstandsvorsitzenden des Unternehmens, Udo Böttcher, bei seinen Aussagen zumindest in sozialen Netzwerken eine inhaltliche Nähe zur AfD. So äußerte er sich lobend über Alice Weidel, Spitzenkandidatin der AfD bei der Bundestagswahl 2025. Die Ostthüringer Zeitung zitierte ihn dazu mit: „So eine geile Rede von Alice, das sollte unser Traum für Deutschland sein“ aus einem inzwischen gelöschten Beitrag auf Facebook.
Horst Jan Winter, zu der Zeit Aufsichtsratsmitglied der Böttcher AG und persönlicher Bekannter von Udo Böttcher, spendete laut einer Recherche der Ostthüringer Zeitung im Januar 2025 rund eine Million Euro an die AfD zur Wahlkampffinanzierung. Der Bundestagsverwaltung wurde dazu eine Adresse genannt, an der der Spender unbekannt war; gemäß dem Spiegel handelte es sich um einen Zweitwohnsitz Winters.
Udo Böttcher erklärte am 27. Januar 2025,  das Unternehmen habe mit der Spende nichts zu tun. Winter habe eine noch wesentlich größere Geldsumme als Schenkung für private Zwecke erhalten und sei nun aufgefordert worden, die Summe der Parteispende zurückzuzahlen. Zudem wurde er am 29. Januar 2025 als Aufsichtsrat abberufen. Winter erklärte, dass er die Spende nicht in seiner Funktion als Aufsichtsrat der Böttcher AG geleistet habe, sondern als Privatperson. Er bedaure, Böttcher nicht darüber in Kenntnis gesetzt zu haben. Die Böttcher AG betonte, keine politischen Parteien zu unterstützen. Dem Unternehmen nahestehende Personen bezweifeln dies. Im Juli 2025 veröffentlichte der Spiegel eine Recherche, der gemäß Böttcher weiterhin AfD-nahe Inhalte auf seinem WhatsApp-Status teilt und verbreitet.